# Герцог Куинсберри
Герцог Куинсберри — наследственный аристократический титул в пэрстве Шотландии, созданный 3 февраля 1684 года вместе с титулом маркиза Дамфрисшира для Уильяма Дугласа, 1-го маркиза Куинсберри (1637—1695). Герцоги Куинсберри владели титулом маркиза Куинсберри до смерти Уильяма Дугласа 4-го герцога (и 5-го маркиза) в 1810 году, когда титул маркиза Куинсберри унаследовал сэр Чарльз Дуглас из Келхеда, 5-й баронет (1777—1837), а герцогский титул получил Генри Скотт, 3-й герцог Баклю (1746—1812).
В 1708 году для 2-го герцога Куинсберри был создан титул герцога Дуврского (вместе со вспомогательными титулами маркиза Беверли и барона Рипона) в пэрстве Великобритании. В 1778 году после смерти бездетного Чарльза Дугласа, 3-го герцога Куинсберри, эти титулы вернулись к английской короне.
Вспомогательные титулы герцогства Куинсберри: маркиз Дамфрисшир (1683), граф Драмланриг и Самкуар (1682), виконт Нит, Тортолволд и Росс (1682), лорд Дуглас из Килмоунта, Миддлеби и Дорнока (1682) — пэрства Шотландии.
Резиденций герцогов Куинсберри служил замок Драмланриг (англ.), построенный 1-м герцогом.

## Герцоги Куинсберри (1684)

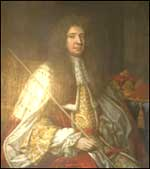
Уильям Дуглас, 1-й герцог Куинсберри

Другие титулы: маркиз Дамфрисшир, граф граф Драмланриг и Самкуар, виконт Нит, Тортолволд и Росс, лорд Дуглас из Килмоунта, Миддлеби и Дорнока (1684)
Другие титулы (1-й — 4-й герцоги): маркиз Куинсберри (1682), граф Куинсберри (1633), граф Драмланриг и Самкуар (1682), виконт Драмланриг (1628), виконт Драмлангир (1633), виконт Нит, Тортолволд и Росс (1682), лорд Дуглас из Хоика и Тибберса (1628), лорд Дуглас из Хоика и Tибберса (1633) и лорд Дуглас из Килмоунта, Миддлеби и Дорнока (1682)
- 1684—1695: Уильям Дуглас, 1-й герцог Куинсберри (1637 — 28 марта 1695), сын Джеймса Дугласа, 2-го графа Куинсберри, также 3-й граф Куинсберри (1671—1695) и 1-й маркиз Куинсберри (1682—1695)

Другие титулы (2-й и 3-й герцоги): герцог Дувр, маркиз Беверли и барон и Рипон (1708)
- 1695—1711: Джеймс Дуглас, 2-й герцог Куинсберри, 1-й герцог Дувр (18 декабря 1662 — 6 июля 1711), старший сын 1-го герцога Куинсберри
  - Уильям Дуглас, граф Драмланриг (1696), старший сын 2-го герцога, умер в младенчестве
  - Джеймс Дуглас, 3-й маркиз Куинсберри (1697—1715), второй сын 2-го герцога, был исключен из престолонаследия, а затем умер, не оставив потомства

Другие титулы (3-й герцог): граф Солуэй, виконт Тибберс и лорд Дуглас из Локерби, Далвина и Торнхилла (1706)
- 1711—1778: Чарльз Дуглас, 3-й герцог Куинсберри, 2-й герцог Дувр (24 ноября 1698 — 22 октября 1778), третий сын 2-го герцога Куинсберри
  - Генри Дуглас, граф Драмланриг (1722—1754), старший сын 3-го герцога Куинсберри. Скончался, не оставив потомства
  - Чарльз Дуглас, граф Драмланриг (1726—1756), младший сын 3-го герцога Куинсберри. Умер бездетным

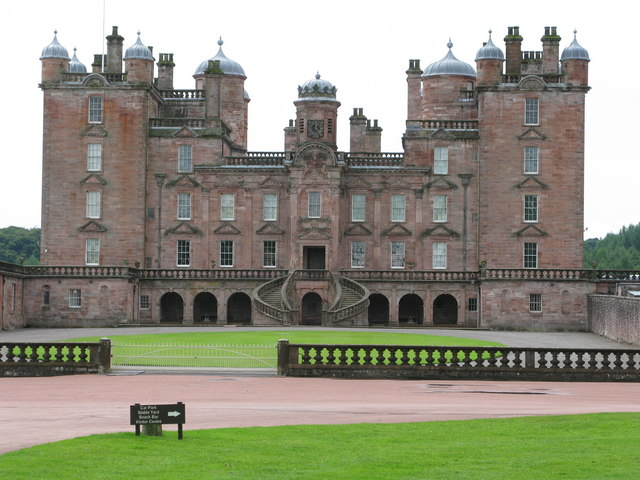
Замок Драмланриг

Другие титулы (4-й герцог): граф Раглан (1697), граф Марч (1697), виконт Риккартаун (1697), виконт Пиблс (1697), лорд Хиллхаус (1697), лорд Дуглас из Нейдпата, Лайна и Мунарда (1697) и барон Дуглас из Эймсбери в графстве Уилтшир (Великобритания, 1786)
- 1778—1810: Уильям Дуглас, 4-й герцог Куинсберри (16 декабря 1724 — 23 декабря 1810), 3-й граф Марч (1731—1810), единственный сын Уильяма Дугласа, 2-го графа Марча (ок. 1696—1731), внук Уильяма Дугласа, 1-го графа Марча (ум. 1705), правнук 1-го герцога Куинсберри

Другие титулы (5-й герцог и его потомки): герцог Баклю (1663), граф Баклю (1619), граф Донкастер в графстве Йорк (1663), граф Далкейт (1663), лорд Скотт из Баклю (1606), барон Скотт из Уитчестера и Эскдейлла (1619), лорд Скотт из Тиндалла в графстве Нортумберленд, лорд Скотт из Уитчестера и Эскдейлла (1663)
- 1810—1812: Генри Скотт, 3-й герцог Баклю, 5-й герцог Куинсберри (2 сентября 1746 — 11 января 1812), сын Фрэнсиса Скотта, графа Далкейта (1721—1750) и внук 2-го герцога Баклю
  - Джордж Скотт, граф Далкейт (1768), старший сын 3-го герцога Баклю, умер в младенчестве
- 1812—1819: Чарльз Уильям Генри Монтегю-Скотт, 4-й герцог Баклю, 6-й герцог Куинсберри (24 мая 1772 — 20 апреля 1819), второй сын 3-го герцога Баклю
  - Джордж Генри Скотт, лорд Скотт из Уитчестера (1798—1808), старший сын 4-го герцога, умер молодым
- 1819—1884: Уолтер Френсис Монтегю Дуглас Скотт, 5-й герцог Баклю, 7-й герцог Куинсберри (25 ноября 1806 — 16 апреля 1884), второй сын 4-го герцога Баклю
- 1884—1914: Уильям Генри Уолтер Монтегю-Дуглас-Скотт, 6-й герцог Баклю, 8-й герцог Куинсберри (9 сентября 1831 — 5 ноября 1914), старший сын 5-го герцога Баклю
  - Уолтер Генри Монтегю Дуглас Скотт, граф Далкейт (1861—1886), старший сын 6-го герцога, умер неженатым
- 1914—1935: Джон Чарльз Монтегю-Дуглас-Скотт, 7-й герцог Баклю, 9-й герцог Куинсберри (30 марта 1864 — 19 октября 1935), второй сын 6-го герцога Баклю
- 1935—1973: Уолтер Джон Монтегю-Дуглас-Скотт, 8-й герцог Баклю, 10-й герцог Куинсберри (30 декабря 1894 — 4 октября 1973), старший сын 7-го герцога
- 1973—2007: Уолтер Джон Фрэнсис Монтегю-Дуглас-Скотт, 9-й герцог Баклю, 11-й герцог Куинсберри (28 сентября 1923 — 4 сентября 2007), единственный сын 8-го герцога Баклю
- 2007 — настоящее время: Ричард Уолтер Джон Монтегю-Дуглас-Скотт, 10-й герцог Баклю, 12-й герцог Куинсберри (род. 14 февраля 1954), старший сын 9-го герцога Баклю и 11-го герцога Куинсберри
  - Наследник: Уолтер Джон Фрэнсис Монтегю-Дуглас-Скотт, граф Далкейт (род. 2 августа 1984), старший сын 10-го герцога Баклю.